# Чемпіонат Білорусі з хокею 1997
Чемпіонат Білорусі з хокею 1997 — 5-й розіграш чемпіонату Білорусі. У чемпіонаті брали участь чотири  клуби.

## Підсумкова таблиця
| М  | Команда         | І  | В | Н | П | Ш     | О  |
| -- | --------------- | -- | - | - | - | ----- | -- |
| 1. | Полімір         | 12 | 9 | 2 | 1 | 68:21 | 20 |
| 2. | Тівалі (Мінськ) | 12 | 4 | 4 | 4 | 25:30 | 12 |
| 3. | Німан Гродно    | 12 | 5 | 2 | 5 | 36:34 | 12 |
| 4. | Юність-Мінськ   | 12 | 0 | 4 | 8 | 25:69 | 4  |